# U-6 (1935)
U-6 – niemiecki okręt podwodny typu IIA z okresu okresu międzywojennego i II wojny światowej. Była to niewielka jednostka przybrzeżna o wyporności podwodnej 303 ton i zasięgu na powierzchni 1600 Mm, wyposażona w trzy wyrzutnie torped kalibru 533 mm, której załogę tworzyło nominalnie 25 osób.
Stępkę pod okręt położono 11 lutego 1935 roku w stoczni Deutsche Werke w Kilonii, gdzie został zwodowany 21 sierpnia 1935 roku. Po wejściu w tym samym roku do służby, pełnił funkcje szkoleniowo-treningowe w ramach US-FL w Neustadt. Po wybuchu wojny, w kwietniu 1940 roku wziął udział w kampanii norweskiej. Po jej zakończeniu został ponownie skierowany do działalności szkolno-treningowej w ramach 21. Flotylli w Piławie. Wycofany ze służby 7 sierpnia 1944 roku w Gdyni.
W trakcie działań wojennych przeprowadził dwa patrole bojowe, podczas których nie zatopił żadnej jednostki przeciwnika.

## Budowa i konstrukcja
U-6 był okrętem podwodnym typu IIA wybudowanym dla marynarki Niemiec (Kriegsmarine) w stoczni Deutsche Werke w Kilonii, pod numerem stoczniowym 241. Jednostka zaprojektowana została pod oznaczeniem typu MVBIIA w tajnym niemieckim biurze projektowym Ingenieurskantoor voor Scheepsbouw (IvS) w Hadze. Kontrakt na budowę tego okrętu został podpisany w styczniu 1934 roku jako część większej umowy na budowę wszystkich jednostek tego typu. Blachy stalowe zostały w ścisłej tajemnicy dostarczone do stoczni w Kilonii okrężną drogą przez IvS w Hadze, podobnie jak silniki główne i pomocnicze, które dotarły do Kilonii na początku roku 1934. Rozpoczęcie budowy było opóźnianie przez Adolfa Hitlera z przyczyn politycznych, jednak 11 lutego 1935 roku w Kilonii położono ostatecznie stępkę, zaś 21 sierpnia 1935 roku U-6 został zwodowany.
U-6 był jednokadłubowym okrętem podwodnym o konstrukcji spawanej i wyporności traktatowej 250 ton, jednak jego rzeczywista wyporność bojowa na powierzchni wynosiła 254 tony. Pod wodą okręt wypierał 303 tony, przy długości całkowitej 40,9 metra oraz szerokości 4,08 metra. W położeniu nawodnym kadłub miał zanurzenie 3,83 metra. Napęd okrętu tworzyły dwa 6-cylindrowe czterosuwowe silniki Diesla Motorenwerke Mannheim MWM RS127S o łącznej mocy 700 KM (2 × 350 KM) przy 1000 obrotach na minutę oraz dwa silniki elektryczne SSW PG W322/26 o mocy 300 kW (2 × 180 KM). Zastosowana forma kadłuba oraz układ napędowy umożliwiały jednostce osiąganie prędkości maksymalnej na powierzchni wynoszącej 13 węzłów, elektryczny zespół energetyczny zaś umożliwiał rejs podwodny z prędkością nieprzekraczającą 6,9 węzła. Zbiorniki paliwa mieściły łącznie 11,61 ton oleju napędowego, co umożliwiało jednostce rejs o długości 1600 mil morskich z prędkością 8 węzłów. Zasięg podwodny okrętu wynosił 35 mil morskich przy prędkości 4 węzłów. Podobnie jak w przypadku innych jednostek odmian typu II, zanurzenie testowe okrętu wynosiło 100 metrów, zanurzenie maksymalne 150 metrów, zaś czas całkowitego zanurzenia 25 sekund.
Podstawowe uzbrojenie okrętu stanowiły torpedy typu G7a, umieszczone w trzech wyrzutniach torpedowych kalibru 533 mm na dziobie, oraz dwie torpedy zapasowe. Opcjonalnie możliwe było zabranie przez okręt ogółem sześciu torped, przez umieszczenie dodatkowego pocisku w korytarzu między przedziałem torpedowym a centrum bojowym okrętu. Możliwość ta nie była jednak często wykorzystywana, gdyż dodatkowy ciężar w tym miejscu zaburzał trym okrętu i powodował jeszcze trudniejsze warunki życia dla 25 członków załogi. Zamiennie z torpedami, okręt mógł przenosić do 18 min. Uzbrojenie to uzupełnione było pojedynczym działkiem przeciwlotniczym kalibru 2 cm (20 mm).

## Służba okrętu
U-6 został przyjęty do służby w Kriegsmarine 7 września 1935 roku, jako jeden z pierwszych okrętów podwodnych III Rzeszy. Pierwszym dowódcą okrętu został Kapitanleutnant Ludwig Mathes, który sprawował tę funkcję do 30 września 1937 roku. U-6 został przydzielony do jednostki szkolnej US-FL w Neustadt, zaś wrzesień 1935 roku spędził w szkole zwalczania okrętów podwodnych, celem szkolenia technicznego załogi.
W okresie przedwojennym U-6 był okrętem szkolnym, lecz parokrotnie uzyskiwał na krótko status operacyjny. 7 marca 1936 roku podczas zajmowania przez wojska niemieckie Zagłębia Ruhry – wraz z 12 jednostkami wchodzącymi w skład 1. Flotylli U-Bootów „Weddingen” oraz wszystkimi jednostkami swojego typu – U-5 został wysłany na patrol, na wypadek ewentualnej wojny morskiej z Polską, Francją lub Związkiem Radzieckim. Podobne wyjście na patrol bojowy miało miejsce podczas anschlussu Austrii, nieudanej próby zajęcia przez Niemcy Sudetów w maju, oraz po układzie monachijskim we wrześniu 1938 roku.

### Służba podczas wojny
Krótko przed atakiem Niemiec na Polskę, 24 sierpnia 1939 roku U-6 wypłynął z Neustadt w celu patrolowania Kattegatu, by obserwować polskie jednostki cywilne i wojskowe usiłujące przedostać się do Wielkiej Brytanii. Na dzień przed wybuchem wojny U-6 dostrzegł w Kattegacie wykonujące plan Peking i kierujące się na Morze Północne polskie niszczyciele OORP „Błyskawica”, „Grom” i „Burza”, nie podjął jednak żadnych działań względem nich. 13 września 1939 roku wpłynął do portu w Kilonii.
Przez kolejne miesiące okręt nie prowadził działalności operacyjnej, zaś 18 stycznia 1940 roku dowództwo U-6 objął późniejszy kawaler Krzyża Rycerskiego Adalbert Schnee. Pod jego dowództwem U-6 wypłynął z Kilonii 4 kwietnia 1940 roku, aby wziąć udział w niemieckiej operacji Hartmut. Otwarte 6 kwietnia rozkazy operacyjne na ten patrol nakazywały jednostce udać się ku wybrzeżom Norwegii, gdzie od 9 kwietnia miał wspierać niemiecką inwazję na ten kraj i zapobiegać brytyjskim próbom przeszkodzenia niemieckiej operacji. U-6 otrzymał przydział do 8. Grupy U-bootów (U-Boot Gruppe 8), operującej w rejonie Lindesnes. W rejonie tym nie napotkał jednak żadnych jednostek brytyjskich i 19 kwietnia zakończył swój drugi patrol bojowy w Wilhelmshaven, po którym nie prowadził więcej działalności operacyjnej.
W lipcu 1940 roku okręt powrócił do działalności szkoleniowej, którą prowadził w ramach 21. Flotylli z Piławy. 7 sierpnia 1944 roku jednostka została wycofana z czynnej służby w Gdyni (Gotenhafen). Na początku roku 1945 kadłub został odholowany do Ustki, gdzie 9 marca został zajęty przez wojska sowieckie, które pod koniec roku zatopiły go przy użyciu ładunków wybuchowych. Podniesiony w roku 1950 przez polski zarząd portu, w 1951 roku został złomowany.